# چاوک پیورا
چاوک پیورا (نام علمی: Ochthoeca piurae) نام یک گونه از سرده چاوک‌ها است.